# Louis Müller
Louis Müller (Amburgo, 3 novembre 1993) è un giocatore di football americano tedesco, che gioca come cornerback per gli Hamburg Sea Devils.
Inizia a giocare nel 2004 per gli Hamburg Pioneers (dove rimane fino al 2018, salvo una parentesi agli Hamburg Huskies) e nel 2019 si trasferisce ai Kiel Baltic Hurricanes. Nel 2021 passa quindi in ELF con gli Hamburg Sea Devils.